# أماني السويسي
ٴ
أماني السويسي من تونس وهي الطالبة التونسية في برنامج ستار أكاديمي في موسمه الثاني من مواليد 11 أبريل 1983. وهي إحدى الطلاب الذين تأهلوا للنهائيات بدون أن تكون من (النومينيز)و قد احتلت المرتبة الأولى مرتين وهي أول طالبة تصل إلى النهائيات بدون أن تسمى (النومينيز) ولكن لم يحالفها الحظ بسبب تصويت الجمهور الدي كان %48 مقابل %51 لهشام عبد الرحمان. أصدرت ألبومها الأول مع شركة روتانا وهو «وين» سنة 2007، وقد تعاملت مع كبار الفنانين والملحنين في إنتاج هذا الألبوم. يضم ألبوم وين 10 أغاني صورت منه«اللي شايف نفسو» و«وين» على طريقة الفيديو كليب بعدها انفصلت عن شركت روتانا للتتفرغ للإنتاج على حسابها الخاص فاصدرت كليبات منوعة لأغاني سينجل وهما «من ورايا» و«سيبها عليا» لتنضم بعدها لشركة إنتاج مصرية غيتارة فانتجت البومها الثاني أنا مش ملاك سنة 2010 يضم 14 أغنية صورت منه أغنيتين اضافيتين «هاي جزاتي» مع المخرج عادل سرحان و«إرجعلهم» مع المخرج فادي حداد وشاركها التمثيل الفنان التونسي الشاب عمر حميدة نجم مسلسل نجوم الليل كما وحضرت إثر الثورة التونسية أغنية وطنية بعنوان «لا للظلم» صورتها فيديو كليب اهداء للشعب التونسي وأبناء بلدها الحبيب «لا للظلم» اخذت هذه الأغنية رواجا في تونس كما قدمت بعد فترة قصيرة أغنية وطنية جديدة ديو مع الفنان التونسي محمد الجبالي بعنوان«مع تونسنا»
شاركت في مسرح الرحابنة بمسرحية جبران والنبي. واطلت باعرق المهرجانات الدولية خصوصا بتونس مهرجان قرطاج سنة 2008 في الاختتام مع عرض ياليل يا قمر للموسيقار محمد القرفي مع مجموعة مميزة من فنانين تونس الكبار مثل نور الدين الباجي وصلاح مصباح والفنانة درصاف الحمداني وسنة 2010 أثثت سهرة الشباب مع الفنان أحمد الشريف ومجموعة فنانين راب واجانب حضر الحفل 14 ألف متفرج وكانت سنة 2010 سنة جولة شاملة لأماني بالمهرجانات التونسية فكانت عروس المهرجانات حيث أطلت بسوسة والمنستير والجم ومدنين وقرقنة وبنزرت

## البوم وين (2007)
ألبوم وين صدر سنة 2007 من إنتاج شركة روتانا يتضمن 10 أغاني منوعة مصري وتونسي ولبناني:
1. اللي شايف نفسو
2. وين
3. توحشتك
4. الليلة عيدي
5. تعبير جميل
6. مغرمة بيك
7. غمرني
8. ما تخبر حدا
9. مش من قلبك
10. وعدني

## البوم أنا مش ملاك (2010)
1. هي جزاتي
2. في الحلم
3. لحظة غضب
4. مافيي قلك
5. سيد الناس
6. سيبها عليا
7. ارجعلهم
8. أنا مش ملاك
9. بابتعد عنك
10. مش مرتحاله
11. لمسين الأرض
12. من ورايا
13. العهد الجديد
14. يا قلبي مسكين

## وصلات خارجية
- أماني السويسي على موقع قاعدة بيانات الأفلام العربية
- أماني السويسي على موقع ميوزك برينز (الإنجليزية)
- أماني السويسي على موقع ديسكوغز (الإنجليزية)